# Herb powiatu hrubieszowskiego
Herb powiatu hrubieszowskiego – jeden z symboli powiatu hrubieszowskiego, autorstwa Waldemara Zina, ustanowiony 31 maja 1999.

## Wygląd i symbolika
Herb przedstawia na tarczy w zielonym polu czerwony odwrócony szpic, na którym, na wprost, srebrna głowa jelenia z porożem, obłożony po obu stronach po jednym złotym kłosie zboża. Pole środkowe zawiera symbol pochodzący z herbu Hrubieszowa, natomiast kłosy zboża w polach bocznych oraz ich zielona barwa stanowią nawiązanie do rolniczego charakteru powiatu.